# Andres Tarand
Andres Tarand (ur. 11 stycznia 1940 w Tallinnie) – estoński polityk, były premier Estonii, poseł do Parlamentu Europejskiego w latach 2004–2009.

## Życiorys
W 1963 ukończył studia z zakresu klimatologii na Uniwersytecie w Tartu, w na tej samej uczelni został absolwentem geografii. Pracował zawodowo na tej uczelni, dochodząc do stanowiska dyrektora ds. badań. Zasiadał później (do 1996) we władzach uniwersytetu, ponadto od 1988 do 1990 pełnił funkcję dyrektora ogrodu botanicznego w Tallinnie.
W latach 90. założył partię wiejską, z którą przyłączył się do socjaldemokratów, współtworząc Partię Umiarkowanych, przemianowaną w 2003 na Partię Socjaldemokratyczną. W latach 1996–2001 zajmował stanowisko przewodniczącego tego ugrupowania. Od 1992 do 2004 sprawował mandat deputowanego do Riigikogu (został wybrany też w 2007, jednak zrezygnował z jego objęcia). W latach 1992–1994 sprawował urząd ministra środowiska w rządzie Marta Laara, następnie przez rok sam stał na czele estońskiego gabinetu.
W wyborach w 2004 został posłem do Parlamentu Europejskiego. Zasiadał w grupie Partii Europejskich Socjalistów oraz w Komisji Przemysłu, Badań Naukowych i Energii. W 2009 nie ubiegał się o reelekcję, europosłem został natomiast (jako kandydat niezależny) jego syn Indrek Tarand.